# Энги (нэнго)
Энги (яп. 延喜 энги, долгая радость) — девиз правления (нэнго) японскогго императора Дайго, использовавшийся с 901 по 923 год .

## Продолжительность
Начало и конец эры:
- 15-й день 7-й луны 4-го года Сётай (по юлианскому календарю — 31 августа 901 года);
- 11-й день 4-й луны 23-го года Энги (по юлианскому календарю — 29 мая 923 года).

## Происхождение
Название нэнго было заимствовано из классического древнекитайского сочинения Шу цзин:「延喜王受徳、天錫佩」.

## События
- 1 февраля 901 года (1-й день 1-й луны 1-го года Энги) — солнечное затмение[6];
- 901 год (1-й год Энги) — конфликт семьи Фудзивара с правым министром Сугаварой-но Митидзанэ, в результате которого последнего обвинили в придворных интригах и выслали провинциальным чиновником на Кюсю; более подробной информации об этом случае нет, потому что император Дайго приказал сжечь дневники и записи об нём[6];
- май 905 года (4-я луна 5-го года Энги) — придворный поэт Ки-но Цураюки вручил императору сборник стихов вака Кокинвакасю[7];
- 909 год (4-я луна 9-го года Энги) — садайдзин Фудзивара-но Токихира умер в возрасте 39 лет. Его посмертно удостоили звания регента[7];
- 915 год (15-й год Энги) — крупное извержение вулкана Товада

## Сравнительная таблица
Ниже представлена таблица соответствия японского традиционного и европейского летосчисления. В скобках к номеру года японской эры указано название соответствующего года из 60-летнего цикла китайской системы гань-чжи. Японские месяцы традиционно названы лунами.
| 1-й год Энги (Металлический Петух)   | 1-я луна       | 2-я луна*  | 3-я луна               | 4-я луна*              | 5-я луна*              | 6-я луна               | 6-я луна* (високосная) | 7-я луна    | 8-я луна*             | 9-я луна   | 10-я луна               | 11-я луна    | 12-я луна*               |
| ------------------------------------ | -------------- | ---------- | ---------------------- | ---------------------- | ---------------------- | ---------------------- | ---------------------- | ----------- | --------------------- | ---------- | ----------------------- | ------------ | ------------------------ |
| Юлианский календарь                  | 23 января 901  | 22 февраля | 23 марта               | 22 апреля              | 21 мая                 | 19 июня                | 19 июля                | 17 августа  | 16 сентября           | 15 октября | 14 ноября               | 14 декабря   | 13 января 902            |
| 2-й год Энги (Водяная Собака)        | 1-я луна       | 2-я луна*  | 3-я луна               | 4-я луна*              | 5-я луна*              | 6-я луна*              | 7-я луна               | 8-я луна    | 9-я луна*             | 10-я луна  | 11-я луна               | 12-я луна    |                          |
| Юлианский календарь                  | 11 февраля 902 | 13 марта   | 11 апреля              | 11 мая                 | 9 июня                 | 8 июля                 | 6 августа              | 5 сентября  | 5 октября             | 3 ноября   | 3 декабря               | 2 января 903 |                          |
| 3-й год Энги (Водяная Свинья)        | 1-я луна*      | 2-я луна   | 3-я луна*              | 4-я луна               | 5-я луна*              | 6-я луна*              | 7-я луна*              | 8-я луна    | 9-я луна*             | 10-я луна  | 11-я луна               | 12-я луна    |                          |
| Юлианский календарь                  | 1 февраля 903  | 2 марта    | 1 апреля               | 30 апреля              | 30 мая                 | 28 июня                | 27 июля                | 25 августа  | 24 сентября           | 23 октября | 22 ноября               | 22 декабря   |                          |
| 4-й год Энги (Деревянная Крыса)      | 1-я луна*      | 2-я луна   | 3-я луна               | 3-я луна* (високосная) | 4-я луна               | 5-я луна*              | 6-я луна*              | 7-я луна*   | 8-я луна              | 9-я луна*  | 10-я луна               | 11-я луна    | 12-я луна*               |
| Юлианский календарь                  | 21 января 904  | 19 февраля | 20 марта               | 19 апреля              | 18 мая                 | 17 июня                | 16 июля                | 14 августа  | 12 сентября           | 12 октября | 10 ноября               | 10 декабря   | 9 января 905             |
| 5-й год Энги (Деревянный Бык)        | 1-я луна       | 2-я луна   | 3-я луна*              | 4-я луна               | 5-я луна*              | 6-я луна               | 7-я луна*              | 8-я луна    | 9-я луна*             | 10-я луна* | 11-я луна               | 12-я луна    |                          |
| Юлианский календарь                  | 7 февраля 905  | 9 марта    | 8 апреля               | 7 мая                  | 6 июня                 | 5 июля                 | 4 августа              | 2 сентября  | 2 октября             | 31 октября | 29 ноября               | 29 декабря   |                          |
| 6-й год Энги (Огненный Тигр)         | 1-я луна*      | 2-я луна   | 3-я луна*              | 4-я луна               | 5-я луна               | 6-я луна*              | 7-я луна               | 8-я луна*   | 9-я луна              | 10-я луна* | 11-я луна*              | 12-я луна    | 12-я луна (високосная) * |
| Юлианский календарь                  | 28 января 906  | 26 февраля | 28 марта               | 26 апреля              | 26 мая                 | 25 июня                | 24 июля                | 23 августа  | 21 сентября           | 21 октября | 19 ноября               | 18 декабря   | 17 января 907            |
| 7-й год Энги (Огненный Кролик)       | 1-я луна       | 2-я луна   | 3-я луна*              | 4-я луна               | 5-я луна*              | 6-я луна               | 7-я луна               | 8-я луна*   | 9-я луна              | 10-я луна* | 11-я луна               | 12-я луна*   |                          |
| Юлианский календарь                  | 15 февраля 907 | 17 марта   | 16 апреля              | 15 мая                 | 14 июня                | 13 июля                | 12 августа             | 11 сентября | 10 октября            | 9 ноября   | 8 декабря               | 7 января 908 |                          |
| 8-й год Энги (Земляной Дракон)       | 1-я луна*      | 2-я луна   | 3-я луна*              | 4-я луна               | 5-я луна*              | 6-я луна               | 7-я луна               | 8-я луна*   | 9-я луна              | 10-я луна  | 11-я луна*              | 12-я луна    |                          |
| Юлианский календарь                  | 5 февраля 908  | 5 марта    | 4 апреля               | 3 мая                  | 2 июня                 | 1 июля                 | 31 июля                | 30 августа  | 28 сентября           | 28 октября | 27 ноября               | 26 декабря   |                          |
| 9-й год Энги (Земляная Змея)         | 1-я луна*      | 2-я луна*  | 3-я луна               | 4-я луна*              | 5-я луна               | 6-я луна*              | 7-я луна               | 8-я луна*   | 8-я луна (високосная) | 9-я луна   | 10-я луна               | 11-я луна*   | 12-я луна                |
| Юлианский календарь                  | 25 января 909  | 23 февраля | 24 марта               | 23 апреля              | 22 мая                 | 21 июня                | 20 июля                | 19 августа  | 17 сентября           | 17 октября | 16 ноября               | 16 декабря   | 14 января 910            |
| 10-й год Энги (Металлическая Лошадь) | 1-я луна*      | 2-я луна   | 3-я луна*              | 4-я луна*              | 5-я луна               | 6-я луна*              | 7-я луна               | 8-я луна*   | 9-я луна              | 10-я луна  | 11-я луна               | 12-я луна*   |                          |
| Юлианский календарь                  | 13 февраля 910 | 14 марта   | 13 апреля              | 12 мая                 | 10 июня                | 10 июля                | 8 августа              | 7 сентября  | 6 октября             | 5 ноября   | 5 декабря               | 4 января 911 |                          |
| 11-й год Энги (Металлическая Коза)   | 1-я луна       | 2-я луна*  | 3-я луна               | 4-я луна*              | 5-я луна*              | 6-я луна*              | 7-я луна               | 8-я луна*   | 9-я луна              | 10-я луна  | 11-я луна               | 12-я луна*   |                          |
| Юлианский календарь                  | 2 февраля 911  | 4 марта    | 2 апреля               | 2 мая                  | 31 мая                 | 29 июня                | 28 июля                | 27 августа  | 25 сентября           | 25 октября | 24 ноября               | 24 декабря   |                          |
| 12-й год Энги (Водяная Обезьяна)     | 1-я луна       | 2-я луна   | 3-я луна*              | 4-я луна               | 5-я луна*              | 5-я луна* (високосная) | 6-я луна*              | 7-я луна    | 8-я луна*             | 9-я луна   | 10-я луна               | 11-я луна*   | 12-я луна                |
| Юлианский календарь                  | 22 января 912  | 21 февраля | 22 марта               | 20 апреля              | 20 мая                 | 18 июня                | 17 июля                | 15 августа  | 14 сентября           | 13 октября | 12 ноября               | 12 декабря   | 10 января 913            |
| 13-й год Энги (Водяной Петух)        | 1-я луна       | 2-я луна   | 3-я луна*              | 4-я луна*              | 5-я луна               | 6-я луна*              | 7-я луна*              | 8-я луна    | 9-я луна*             | 10-я луна  | 11-я луна*              | 12-я луна    |                          |
| Юлианский календарь                  | 9 февраля 913  | 11 марта   | 10 апреля              | 9 мая                  | 7 июня                 | 7 июля                 | 5 августа              | 3 сентября  | 3 октября             | 1 ноября   | 1 декабря               | 30 декабря   |                          |
| 14-й год Энги (Деревянная Собака)    | 1-я луна       | 2-я луна   | 3-я луна*              | 4-я луна               | 5-я луна*              | 6-я луна               | 7-я луна*              | 8-я луна    | 9-я луна*             | 10-я луна* | 11-я луна               | 12-я луна*   |                          |
| Юлианский календарь                  | 29 января 914  | 28 февраля | 30 марта               | 28 апреля              | 28 мая                 | 26 июня                | 26 июля                | 24 августа  | 23 сентября           | 22 октября | 20 ноября               | 20 декабря   |                          |
| 15-й год Энги (Деревянная Свинья)    | 1-я луна       | 2-я луна   | 2-я луна* (високосная) | 3-я луна               | 4-я луна               | 5-я луна*              | 6-я луна               | 7-я луна*   | 8-я луна              | 9-я луна*  | 10-я луна*              | 11-я луна    | 12-я луна*               |
| Юлианский календарь                  | 18 января 915  | 17 февраля | 19 марта               | 17 апреля              | 17 мая                 | 16 июня                | 15 июля                | 14 августа  | 12 сентября           | 12 октября | 10 ноября               | 9 декабря    | 8 января 916             |
| 16-й год Энги (Огненная Крыса)       | 1-я луна       | 2-я луна*  | 3-я луна               | 4-я луна               | 5-я луна*              | 6-я луна               | 7-я луна*              | 8-я луна    | 9-я луна              | 10-я луна* | 11-я луна               | 12-я луна*   |                          |
| Юлианский календарь                  | 6 февраля 916  | 7 марта    | 5 апреля               | 5 мая                  | 4 июня                 | 3 июля                 | 2 августа              | 31 августа  | 30 сентября           | 30 октября | 28 ноября               | 28 декабря   |                          |
| 17-й год Энги (Огненный Бык)         | 1-я луна*      | 2-я луна   | 3-я луна*              | 4-я луна               | 5-я луна*              | 6-я луна               | 7-я луна               | 8-я луна*   | 9-я луна              | 10-я луна  | 10-я луна* (високосная) | 11-я луна    | 12-я луна*               |
| Юлианский календарь                  | 26 января 917  | 24 февраля | 26 марта               | 24 апреля              | 24 мая                 | 22 июня                | 22 июля                | 21 августа  | 19 сентября           | 19 октября | 18 ноября               | 17 декабря   | 16 января 918            |
| 18-й год Энги (Земляной Тигр)        | 1-я луна*      | 2-я луна   | 3-я луна*              | 4-я луна               | 5-я луна*              | 6-я луна               | 7-я луна*              | 8-я луна    | 9-я луна              | 10-я луна* | 11-я луна               | 12-я луна    |                          |
| Юлианский календарь                  | 14 февраля 918 | 15 марта   | 14 апреля              | 13 мая                 | 12 июня                | 11 июля                | 10 августа             | 8 сентября  | 8 октября             | 7 ноября   | 6 декабря               | 5 января 919 |                          |
| 19-й год Энги (Земляной Кролик)      | 1-я луна*      | 2-я луна   | 3-я луна*              | 4-я луна*              | 5-я луна*              | 6-я луна               | 7-я луна*              | 8-я луна    | 9-я луна              | 10-я луна  | 11-я луна*              | 12-я луна    |                          |
| Юлианский календарь                  | 4 февраля 919  | 5 марта    | 4 апреля               | 3 мая                  | 1 июня                 | 30 июня                | 30 июля                | 28 августа  | 27 сентября           | 27 октября | 26 ноября               | 25 декабря   |                          |
| 20-й год Энги (Металлический Дракон) | 1-я луна       | 2-я луна*  | 3-я луна               | 4-я луна*              | 5-я луна*              | 6-я луна*              | 6-я луна (високосная)  | 7-я луна*   | 8-я луна              | 9-я луна   | 10-я луна*              | 11-я луна    | 12-я луна                |
| Юлианский календарь                  | 24 января 920  | 23 февраля | 23 марта               | 22 апреля              | 21 мая                 | 19 июня                | 18 июля                | 17 августа  | 15 сентября           | 15 октября | 14 ноября               | 13 декабря   | 12 января 921            |
| 21-й год Энги (Металлическая Змея)   | 1-я луна       | 2-я луна*  | 3-я луна               | 4-я луна*              | 5-я луна*              | 6-я луна*              | 7-я луна               | 8-я луна*   | 9-я луна              | 10-я луна* | 11-я луна               | 12-я луна    |                          |
| Юлианский календарь                  | 11 февраля 921 | 13 марта   | 11 апреля              | 11 мая                 | 9 июня                 | 8 июля                 | 6 августа              | 5 сентября  | 4 октября             | 3 ноября   | 2 декабря               | 1 января 922 |                          |
| 22-й год Энги (Водяная Лошадь)       | 1-я луна       | 2-я луна*  | 3-я луна               | 4-я луна*              | 5-я луна               | 6-я луна*              | 7-я луна*              | 8-я луна    | 9-я луна*             | 10-я луна  | 11-я луна*              | 12-я луна    |                          |
| Юлианский календарь                  | 31 января 922  | 2 марта    | 31 марта               | 30 апреля              | 29 мая                 | 28 июня                | 27 июля                | 25 августа  | 24 сентября           | 23 октября | 22 ноября               | 21 декабря   |                          |
| 23-й год Энги (Водяная Коза)         | 1-я луна       | 2-я луна*  | 3-я луна               | 4-я луна               | 4-я луна* (високосная) | 5-я луна               | 6-я луна*              | 7-я луна*   | 8-я луна              | 9-я луна*  | 10-я луна               | 11-я луна*   | 12-я луна                |
| Юлианский календарь                  | 20 января 923  | 19 февраля | 20 марта               | 19 апреля              | 19 мая                 | 17 июня                | 17 июля                | 15 августа  | 13 сентября           | 13 октября | 11 ноября               | 11 декабря   | 9 января 924             |

* звёздочкой отмечены короткие месяцы (луны) продолжительностью 29 дней. Остальные месяцы длятся 30 дней.